# Elisabeta Lipă
Elisabeta Lipă (nacida como Elisabeta Oleniuc, Siret, 26 de octubre de 1964) es una deportista rumana que compitió en remo.
Participó en seis Juegos Olímpicos de Verano entre los años 1984 y 2004, obteniendo un total de ocho medallas: oro en Los Ángeles 1984, plata y bronce en Seúl 1988, oro y plata en Barcelona 1992, oro en Atlanta 1996, oro en Sídney 2000 y oro en Atenas 2004. Ganó trece medallas en el Campeonato Mundial de Remo entre los años 1982 y 2003.

## Palmarés internacional
| Juegos Olímpicos   | Juegos Olímpicos              | Juegos Olímpicos  | Juegos Olímpicos         |
| Año                | Lugar                         | Medalla           | Prueba                   |
| ------------------ | ----------------------------- | ----------------- | ------------------------ |
| 1984               | Los Ángeles (Estados Unidos)  | Medalla de oro    | Doble scull              |
| 1988               | Seúl (Corea del Sur)          | Medalla de plata  | Doble scull              |
| 1988               | Seúl (Corea del Sur)          | Medalla de bronce | Cuatro scull             |
| 1992               | Barcelona (España)            | Medalla de oro    | Scull individual         |
| 1992               | Barcelona (España)            | Medalla de plata  | Doble scull              |
| 1996               | Atlanta (Estados Unidos)      | Medalla de oro    | Ocho con timonel         |
| 2000               | Sídney (Australia)            | Medalla de oro    | Ocho con timonel         |
| 2004               | Atenas (Grecia)               | Medalla de oro    | Ocho con timonel         |
| Campeonato Mundial |                               |                   |                          |
| Año                | Lugar                         | Medalla           | Prueba                   |
| 1982               | Lucerna (Suiza)               | Medalla de bronce | Cuatro scull con timonel |
| 1983               | Duisburgo (RFA)               | Medalla de bronce | Doble scull              |
| 1985               | Malinas (Bélgica)             | Medalla de plata  | Doble scull              |
| 1986               | Nottingham (Reino Unido)      | Medalla de plata  | Doble scull              |
| 1987               | Copenhague (Dinamarca)        | Medalla de plata  | Doble scull              |
| 1989               | Bled (Yugoslavia)             | Medalla de oro    | Scull individual         |
| 1989               | Bled (Yugoslavia)             | Medalla de plata  | Doble scull              |
| 1991               | Viena (Austria)               | Medalla de plata  | Scull individual         |
| 1991               | Viena (Austria)               | Medalla de plata  | Doble scull              |
| 1994               | Indianápolis (Estados Unidos) | Medalla de plata  | Dos sin timonel          |
| 1994               | Indianápolis (Estados Unidos) | Medalla de bronce | Ocho con timonel         |
| 1996               | Motherwell (Reino Unido)      | Medalla de plata  | Cuatro sin timonel       |
| 2003               | Milán (Italia)                | Medalla de plata  | Ocho con timonel         |